# Епико Колон
Орландо Колон (роден на 24 март 1984) е професионален кечист от Пуерто Рико.
Започва да работи в Hybrid Pro Wrestling, в Скулкрафт, Мичиган. През 2006 г., Колон дебютира в World Wrestling Council, собственост на неговия чичо, Карлос Колон. Братовчедите му са Примо и бивш WWE кечист, Карлито. Докато работи с WWC, той имаше едно кратко участие в Pro Wrestling Zero1. През януари 2010 г., Колон напуска WWC след подписване на договор с WWE където той е под името Епико където е отборен шампион със Примо който му е братовчед в реалния живот.
- Интро песни
  - The Ascension Theme By Jim Johnston (FCW) (2011)
  - Wrong Time (A) By Jim Johnston (WWE) (4 ноември 2011 г. използва я само за Дебюта му)
  - Gangsta By Jim Johnston (WWE) (11 ноември 2011 г. като отбор с Хунико)
  - Barcode By Jack Elliot (WWE) (17 ноември 2011-момента) с Примо

## Завършващи движения
- Обратен Дешифратор (Backstabber)
- Магията На Орландо (Orlando's Magic) – Малките федерации

### Титли и отличия
- Florida Championship Wrestling
  - FCW Florida Tag Team Championship (2 пъти) – с Хунико

- Про Kеч (Pro Wrestling Illustrated)
  - PWI го класира #287 от 500-те най-добри кечисти в PWI 500 през 2011 г.

- World Wrestling Council
  - WWC Puerto Rico Heavyweight Championship (6 пъти)
  - WWC Caribbean Heavyweight Championship (1 път)

- World Wrestling Entertainment
  - WWE Tag Team Championship (1 път, настоящ) – с Примо